# Quick e Flupke
Quick e Flupke è una serie animata prodotta da Studio Hergè, e basato ai personaggi dei fumetti di Hergé.
La serie è stata prodotta tra il 1985 e il 1986 e trasmessa da Rai Uno dal 1988. I personaggi principali Quick, Flupke e Guardia sono rispettivamente doppiati in italiano da Massimo Corizza, Fabrizio Mazzotta e Sandro Pellegrini., con direzione del doppiaggio di Willy Moser.
La serie a fumetti avente per protagonisti i due monelli Quick e Flupke venne ideata da Hergé per il settimanale Le Petit Vingtième (supplemento per ragazzi del quotidiano belga di ispirazione cattolico-conservatrice Le Vingtième Siècle) nel 1929 e iniziò a essere pubblicata a partire dal 23 gennaio 1930.